# 蛸薬師通

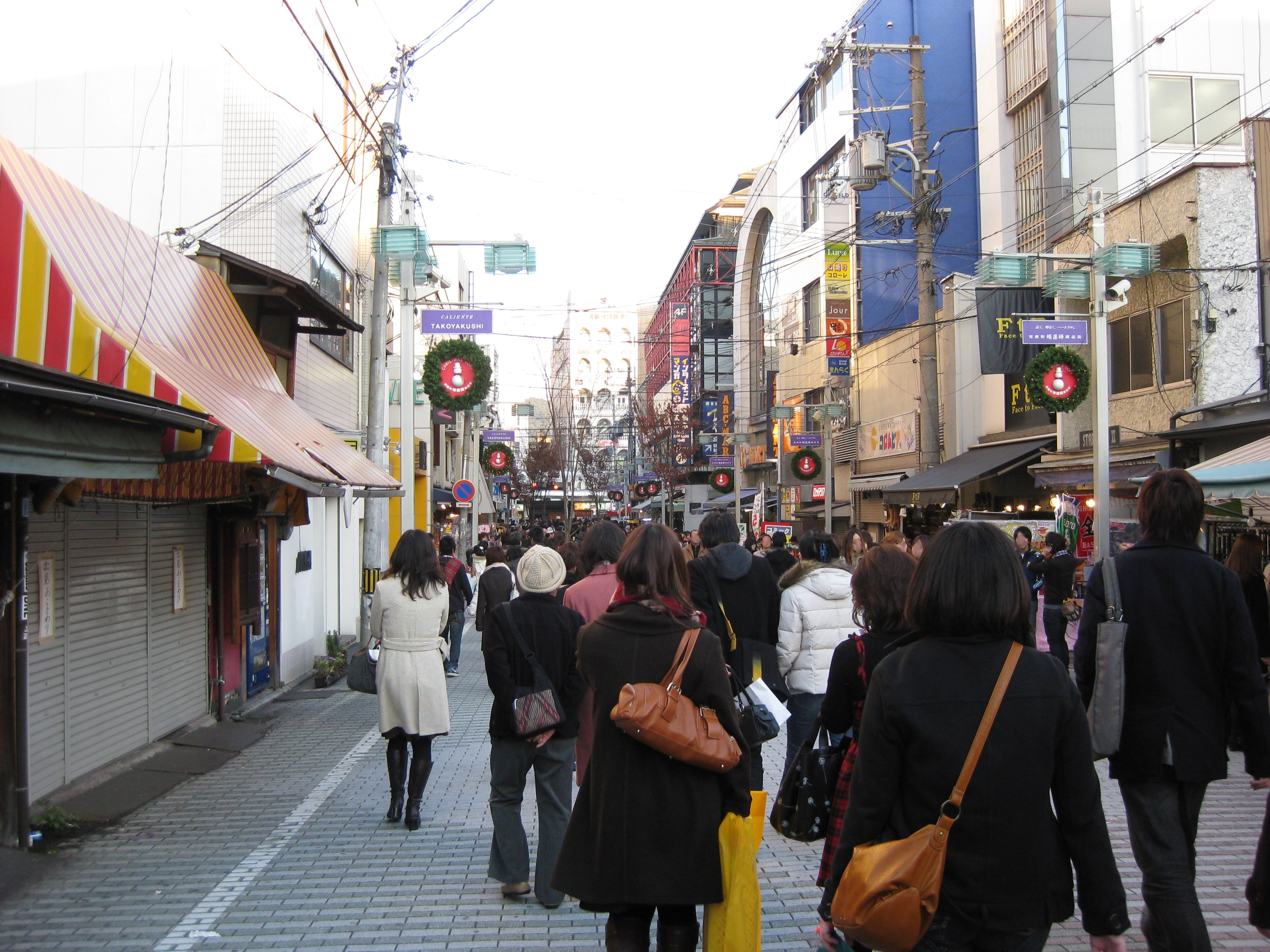
蛸薬師通。新京極通から河原町通にかけての繁華街

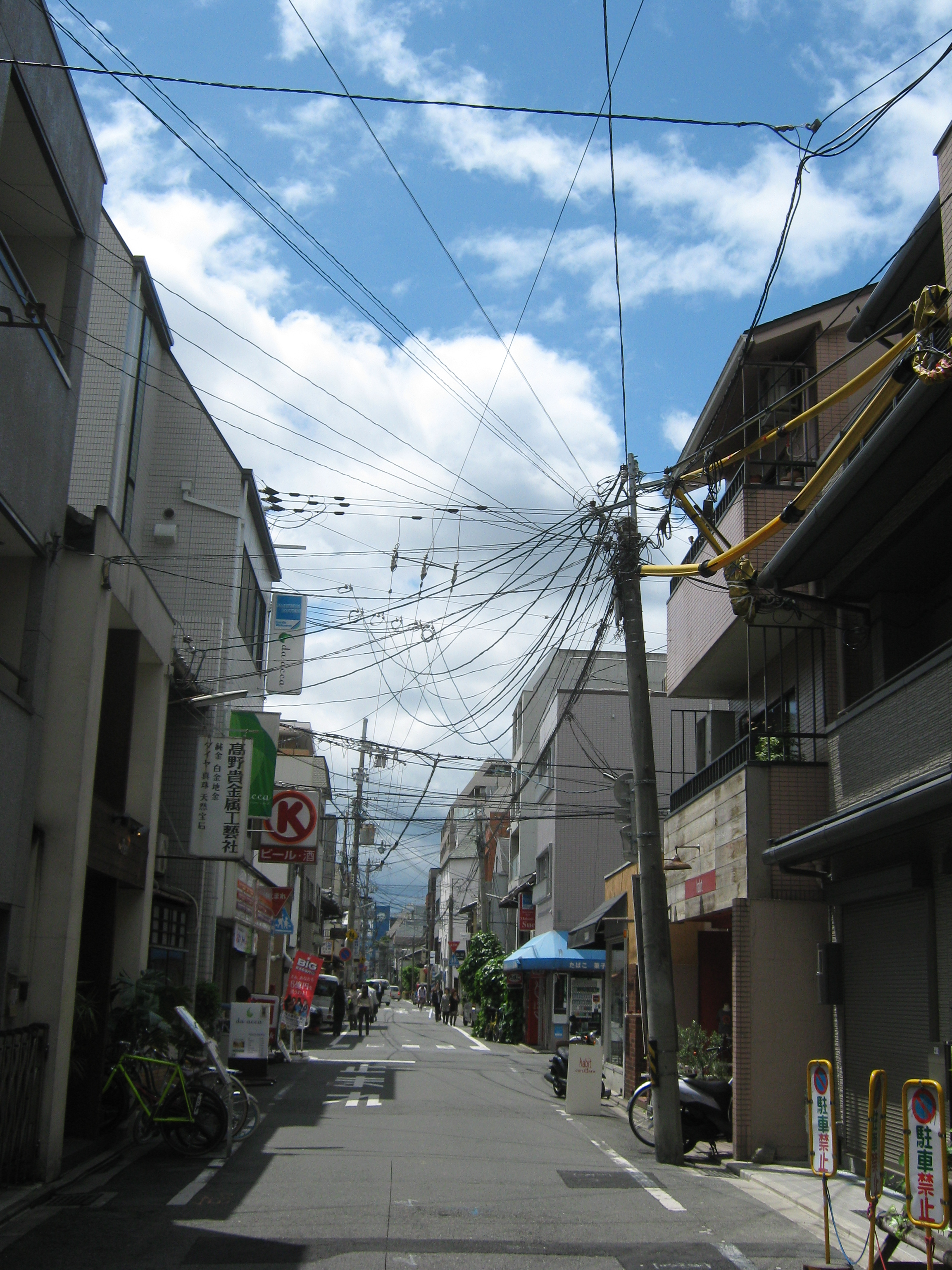
蛸薬師通、寺町通より西に行くと静かになる

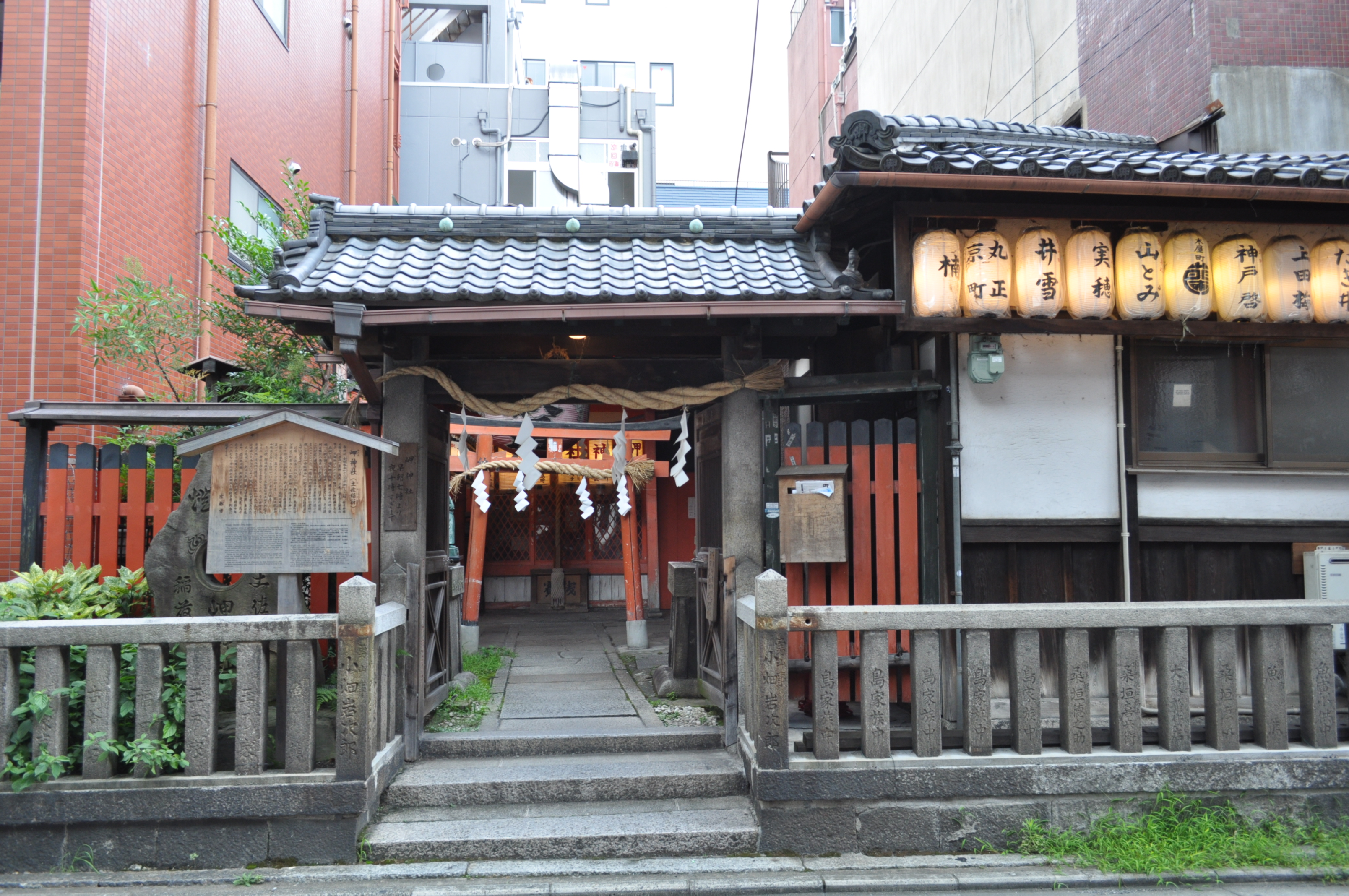
岬神社（土佐稲荷）（2017年7月17日撮影）

蛸薬師通（たこやくしどおり）は京都市内の東西の通りの一つ。東は木屋町通から西は佐井通の西の西院小学校付近まで。途中後院通と御前通の間では京都市営バス壬生車庫やJR山陰本線など数箇所で分断されている。
平安京の四条坊門小路にあたる。「蛸薬師」の名は新京極通にある永福寺の本尊薬師如来の俗称に由来する。河原町通と新京極通の間は少し南に寄り、これらの通りから続く繁華街になっている。この部分はコロナ占用特例を経て歩行者利便増進道路に指定された。
河原町通から烏丸通までが路上喫煙等禁止区域である。

## 沿道の主な施設
- 京都市交通局壬生車庫
- 京都市立堀川高等学校
- 京都市立洛中小学校
- 丸寿 西村商店 - 行列のできる焼き芋屋。
- 河原町ビブレ（2010年7月31日閉店）
- 御射山自転車等駐車場・御射山公園
- 立誠ガーデン ヒューリック京都

## 歴史的建造物・史跡
- 土佐藩邸跡： 中京区木屋町通蛸薬師角
- 茶屋四郎次郎邸跡： 中京区新町通蛸薬師東南角
- 本能寺跡： 中京区元本能寺南町（油小路通蛸薬師）
- 岬神社（土佐稲荷）： 下京区木屋町通蛸薬師備前島町
- 蛸薬師堂（永福寺）： 中京区新京極通蛸薬師上る東側町503
- 空也堂（光勝寺）： 中京区蛸薬師通油小路西入る亀屋町
- 旧山口銀行： 中京区烏丸通蛸薬師南西角
- 南蛮寺跡： 中京区蛸薬師通室町西入北側
- 正運寺： 中京区蛸薬師通大宮西入因幡町112
- 成圓寺： 中京区大宮通蛸薬師下る四坊大宮町190